# Kleines Pumpspeicherwerk
Kleine Pumpspeicherkraftwerke können an Fließgewässern und innerhalb von Infrastrukturen, wie z. B. Trinkwasserversorgungsnetze und künstliche Beschneiungsanlagen, gebaut werden. Kraftwerke von diesem Typ tragen zur dezentralen Energiespeicherung bei und ermöglichen eine flexible Stromerzeugung. Sie ermöglichen, dezentral Windenergie und Photovoltaik ins Stromnetz zu integrieren.

## Technologie
Kleinwasserkraftwerke, mit einer installierten Leistung zwischen 1 MW und 50 MW, können mit Speicherkapazitäten gebaut werden. Pumpspeicherwerke haben ein Ober- und ein Unterbecken, die als Speicher dienen. Folgenden Reservoirs können als Speicher genutzt werden:
- Künstliche Seen (angelegt durch einen Damm oder Wehr eines Kleinwasserkraftwerks oder einer Hochwasserschutzanlage) und natürliche Seen (inkl. neue Seen, die durch das Schmelzen der Gletscher entstehen).
- Speicherbecken innerhalb von Infrastrukturen, wie z. B. künstliche Beschneiungsanlagen, Wasserversorgungsnetze oder Bewässerungsanlagen. Neu gebaute Infrastrukturen mit Speicherbecken, welche z. B. wegen des Klimawandels notwendig werden, können mit der Stromproduktion kombiniert und dadurch als Mehrzweckinfrastrukturen genutzt werden.
- Unbenutzte Galerien (z. B. innerhalb von ehemaligen Minen oder Militärbunkern).

Das Potenzial kleiner Pumpspeicherkraftwerke ist für das Gebiet der Schweiz evaluiert worden. Dabei wurden ausschließlich bestehende und geplante Reservoirs betrachtet, weil dadurch einerseits die Investitionskosten reduziert und andererseits Einsprachen aus Umweltschutzgründen möglichst vermieden werden können. Die gesamte installierte Leistung von kleinen Pumpspeicherkraftwerken in 2011 könnte verdrei- bis verneunfacht werden, falls die institutionellen Rahmenbedingungen entsprechend angepasst werden.